# Polyscias albersiana
Polyscias albersiana är en araliaväxtart som beskrevs av Hermann Harms. Polyscias albersiana ingår i släktet Polyscias och familjen Araliaceae. Inga underarter finns listade.